# Fúlmine (película)
 Fúlmine es una película de Argentina en blanco y negro dirigida por Luis Bayón Herrera según el guion de José Fernández del Villar inspirado en el personaje homónimo de historieta de Guillermo Divito que se estrenó el 2 de febrero de 1949 y que tuvo como protagonistas a Pepe Arias y Pierina Dealessi. Fue realizada en un momento en que la historieta estaba de moda.

## Sinopsis
Un hombre casado tiene fama de traer mala suerte hasta que gana el premio mayor de la lotería.

## Reparto
Intervinieron en la película los siguientes intérpretes:
- Pepe Arias
- Pierina Dealessi
- Julio Renato
- Homero Cárpena
- Marga Landova
- Eduardo Otero
- Adolfo Stray
- Domingo Mania
- Ana Palmero
- Fanny Stein
- Coca Villalba
- Ángel Boffa
- Susana Campos
- Arturo Arcari
- Agustín Andrades
- Pablo Cumo
- María Esther Corán

## Comentarios
La Opinión juzgó que se trataba de una discreta adaptación cinematográfica de la historieta y La Nación en su crónica opinó que era una película sostenida en un tono de franca comicidad, sin preocupaciones y visibles por la calidad cinematográfica.